# Station Rakkestad
Station Rakkestad is een spoorwegstation in  Rakkestad in fylke ernbaneverket in Noorwegen. Het station, uit 1882, ligt aan de oostelijke tak van Østfoldbanen. Het stationsgebouw werd ontworpen door Balthazar Lange. Rakkestad wordt alleen bediend in de spits door stoptreinen van lijn L22 die na Mysen doorrijden naar het station.